# Bostrychoceras
Bostrychoceras is een geslacht van uitgestorven mollusken, dat leefde tijdens het Laat-Krijt.

## Beschrijving
Deze ammoniet had een ruimtelijk gespiraliseerde schelp, die dicht bezet was met fijne, dicht opeenstaande ribben. Ter hoogte van de voorwaarts gekromde, U-vormige woonkamer kwamen er nog knobbels bij. De eenvoudige mondopening was voorwaarts gericht, zodat het dier de tentakels kon uitstrekken zonder de zeebodem te hoeven raken. De opeenvolgende ruimtelijke windingen maakten geen contact met elkaar, omdat ze in een losse spiraal lagen. De lengte van de schelp bedroeg ongeveer veertien centimeter.

## Leefwijze
Dit geslacht bewoonde de open oceanen van het Laat-Krijt. Het leefde vrij zwevend, jagend op kleine prooien, die werden gegrepen met de vangarmen. Vermoedelijk had het een planktonische leefwijze.